# Ch’ŏllima-091
Die Oberleitungsbusse (Obusse) der Bauart Ch’ŏllima-091 (koreanisch 천리마-091) werden seit 2010 in Pjöngjang (Nordkorea) gebaut.
Seit 1999 wurde der Obusbetrieb in Pjöngjang mit den Gelenkobussen des Typs Ch’ŏllima Sonyon versorgt. In der zweiten Hälfte der 2000er Jahre entstanden mehrere Prototypen verschiedener Bauarten für einen modernisierten Nachfolger. 2009 wurde die Entwicklung des Ch’ŏllima-091 (wie bei den meisten seiner Vorgänger leitet sich die Bezeichnung vom mythologischen Wesen Ch’ŏllima ab) begonnen und 2010 die ersten Prototypen fertiggestellt. Sie gelangten ab 2011 in Pjöngjang zum Einsatz.
Wie seine Vorgänger ist auch der Ch’ŏllima-091 ein hochfluriger Gelenkobus; neu und charakteristisch ist der Verzicht auf die Tür hinter dem Gelenk zur Erhöhung der Kapazität, somit hat der Ch’ŏllima-091 nur drei Türen. Die Auslieferung erfolgte in verschiedenen Farbvarianten.
Bis 2014 wurden 150 Ch’ŏllima-091 gebaut, weitere 50 sollten 2015 hinzukommen. Eine durchgehende Nummernfolge besteht nicht, da oftmals die Nummern ausgemusterter älterer Obusse erneut belegt wurden. Entgegen sonstiger Praxis in Pjöngjang trugen zudem etliche Ch’ŏllima-091 zunächst keine Fahrzeugnummer. Der Ch’ŏllima-091 wurde inzwischen zum dominierenden Obustyp in Pjöngjang. Mit fortschreitender Auslieferung werden insbesondere die von 1986 bis 1990 gebauten Gelenkobusse Ch’ŏllima-862, aber auch die aus tschechoslowakischen Dieselbussen des Typs Karosa B732 umgebauten zweiachsigen Chongyonjunwi ausgemustert.
Ein weiterer Ch’ŏllima-091 ohne Nummer gelangte fabrikneu in die Ausstellung der drei Revolutionen in Pjöngjang und ist dort neben anderen nordkoreanischen Industriegütern ausgestellt.
Einsätze von Obussen des Typs Ch’ŏllima-091 in anderen Städten sind bisher nicht bekanntgeworden.

## Bilder

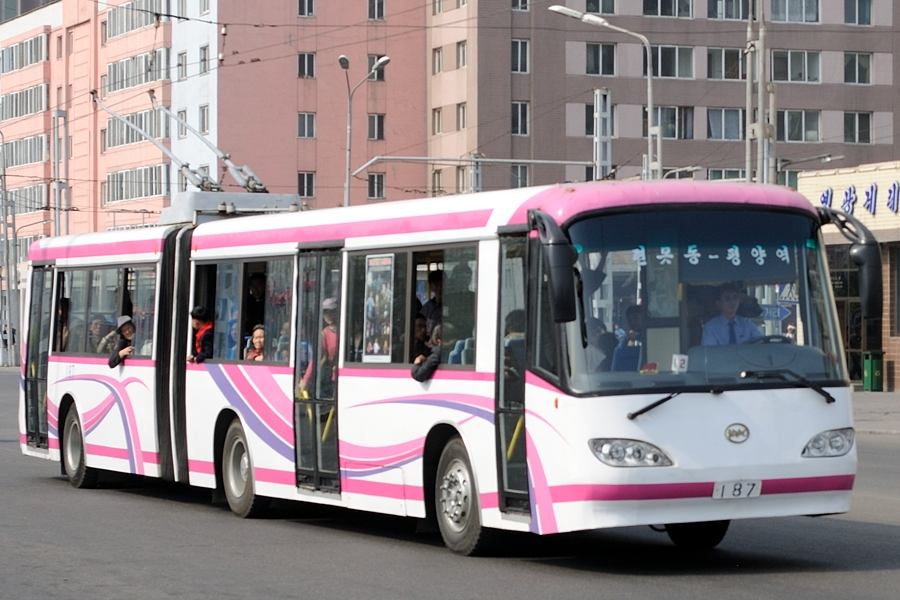
Ch’ŏllima-091 187 (2014)

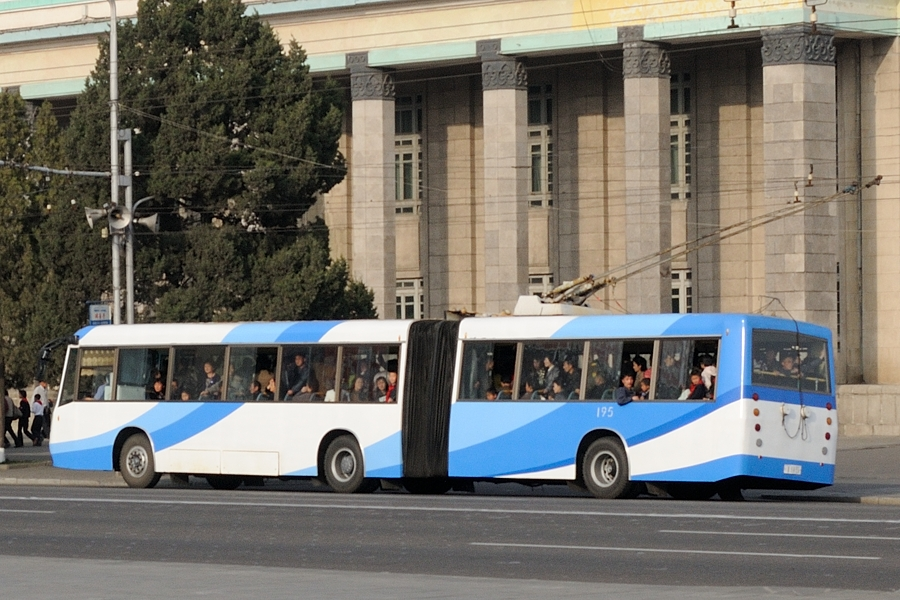
Heckansicht des Ch’ŏllima-091 195 (2014)

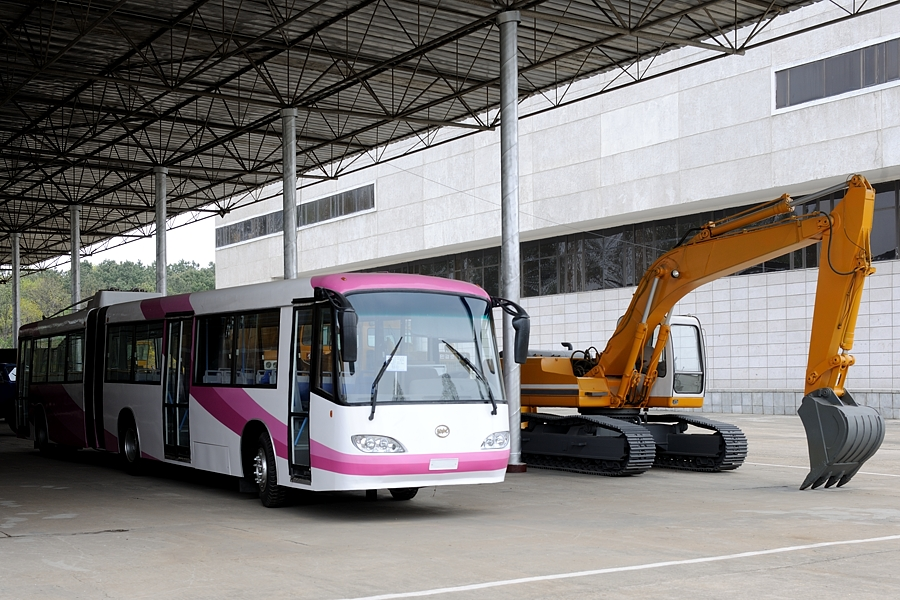
Ch’ŏllima-091 ohne Nummer in der Ausstellung der drei Revolutionen (2014)